# سیارک ۲۱۴۷۲
سیارک ۲۱۴۷۲ (به انگلیسی: 21472 Stimson، نامگذاری:1998HU98) بیست و یک هزار و چهارصد و هفتاد و دومین سیارک کشف شده‌است که در ۲۱ آوریل ۱۹۹۸ کشف شد.
قدر مطلق سیارک برابر ۱۳.۵ است.